# Tonska realizacija koncerta
Koncerti se organizuju sa raznim povodima i različitih sadržaja. Posvećeni su raznim događajima. Organizuju se tokom cele godine na različitim mestima. Dolazak ljudi na koncert, zavisi prvenstveno od njihove želje, zatim od marketinga koji treba da privuče njihovu pažnju i motiviše ih da prisustvuju koncertu, a takođe i od cene karata koja u nekim situacijama može biti i presudna. 
Od čega zavisi da li će posetioci biti zadovoljni koncertom?
Prvenstveno zavisi od toga koliko je bend uvežban i sa kakvim će se repertoarom i scenskim nastupom predstaviti. Sve to ne bi bilo moguće bez ljudi koji se bave produkcijom čiji je osnovni zadatak da taj program upotpune sa adekvatnim ozvučenjem, rasvetom, scenskim efektima, binskom opremom... 

## Koncert
Sama reč koncert predstavlja naziv za nastup uživo, muzičkog sadržaja, pred publikom. Ponekad se neformalno naziva i „gaža ili svirka“. Održavaju se na raznim mestima kao što su: trgovi, kafići, noćni klubovi, za tu svrhu sagrađene koncertne dvorane, sportski stadioni, tržni centri... Muziku može izvoditi pojedinačni muzičar ili muzički ansambl, kao orkestar ili muzička grupa. Muzičari, bez obzira na mesto održavanja, najčešće nastupaju na pozornici ili sceni koja je osvetljena, a često (na koncertima popularne muzike) je kombinovana i skupim svetlosnim, dimnim i pirotehničkim efektima. Koncerti su često namenjeni velikom broju posetilaca, pa samim tim zahtevaju i podršku profesionalne audio opreme. Pre početka dominacije diskografske industrije, koncerti su bili jedina prilika da se uopšte čuje muzika.
Koncerti mogu biti u zavisnosti od:
- namene: donatorski i humanitarni
- žanra: klasičan, džez, narodni, zabavni, rok, pop...
- karaktera: revijalni, festivalski, takmičarski
- vremenskog trajanja: kratak (mini – koncert) i dug.

## Produkcija
Da bi koncert u potpunosti bio profesionalno realizovan potrebna je dobra produkcija svih segmenata (zvuka, svetla, videa...). Svaki segment je usko povezan sa produkcijom kojom se bavi, zajedno sa ljudima koji su zaduženi za tu struku. Produkcija se može prevesti kao uspešnost realizacije, u ovom slucaju koncerta, za koji su potrebni ljudi iz te stuke koji dobro poznaju svoj posao.

## Audio produkcija i tonska realizacija koncerta
Audio produkcija predstavlja uspešnost realizacije zvuka. Obuhvata sve segmente koji su povezani sa zvukom za koje brinu ljudi koji su predodređeni za to. 
U audio produkciju spadaju:
- tonska realizacija koncerta,
- mikrofonska postavka,
- svi dogovori sa bendom koji su povezani sa audiom...

Stvari koje je potrebno obaviti pre samog koncerta, a koje su vezane za audio produkciju su:
- Ostvarivanje kontakta sa menadžerom ili vođom benda (razmena telefona, mail - ova)
- Dostavljanje rider i input liste, kao i stage postavke.
- Dogovor oko zvučnog sistema, monitoringa, binske opreme i tonske probe.

Kada se sve precizira i odrede ljudi koji će se baviti audio produkcijom, slede sve ostale pripreme oko realizacije koncerta. 
Po dostavljenim materijalima i ostvarenim dogovorima važno je da menadžeru ili vođi benda prenesemo utiske dosadašnjih koncerata izvođenih u tom prostoru, kao i koliki je moguć broj posetilaca.

### Ostvarivanje kontakta sa menadžerom ili vođom benda
Ostvarivanje kontakta sa menadžerom ili vođom benda podrazumeva upoznavanje i razmenu mišljenja oko realizacije koncerta. Najbitnija stvar koja se tada dogovara jeste da menadžer ili vođa benda dostavi rider i input liste radi mogućih daljih dogovora oko realizacije koncerta. 

### Rider i input lista
Rider lista predstavlja spisak opreme koja je potrebna za realizaciju koncerta. Ono što se nalazi na tom spisku jesu vrste mikrofona koji su potrebni za svaki instrument posebno, di box - ovi, stalci, kablovi, miksete koje dolaze u obzir za foh i monitoring, broj i grupe monitora... 
Input lista predstavlja takođe spisak svih instrumenata koji se koriste i na kojim kanalima ih je potrebno priključiti na mikseru. 
Zašto je potrebno da bend dostavi rider i input listu?
Rider i input lista je potrebna da bi produkcija saznala šta izvođači žele od opreme za realizaciju koncerta, a samim tim da bi i izvođači znali sta ih očekuje na samom mestu koncerta. Rider i input listu je potrebno dostaviti ranije produkciji kako bi se sva postavka i povezivanje izvršilo pre samog dolaska izvođača na tonskoj probi. Nakon dostavljanja rider i input liste, produkcija je u obavezi da razmotri spisak navedene opreme izvođača. U slučaju da ona nije u mogućnosti da ostvari sve navedene želje izvođača, potrebno je da obavesti menadžera ili vođu benda o onim zamenama koju ona može ponuditi. Ako se izvođači ne slazu sa tim, postavlja se pitanje, da li su oni u mogućnosti da obezbede opremu koja nedostaje. U većini slučajeva se napravi kompromis i dogovor između izvođača i produkcije.

### Postavka na bini
Bend pored toga što je dužan da pošalje rider i input listu, dužan je i da pošalje postavku na bini (STAGE PLOT), gde je slikovno prikazano kakva je postvaka benda na sceni, gde žele da im se nalaze monitori sa označenim aux-om ili grupom... Pored toga, treba navesti da li je potreban dodatni praktikabl za bubnjara i koje površine.

### Binska oprema
Ova stavka nam govori o tome da li bend sa sobom nosi ili zahteva od produkcije da im se omogući adekvatna binska oprema. U rider listi se navodi koji bubanj, gitarska pojačala, bas pojačala dolaze u obzir za realizaciju koncerta, da bi se produkcija potrudila da ima to obezbedi. Ovo je jedan od glavnih problema, jer muzičari neće uvek da sviraju na onom što produkcija može da im obezbedi, a sa druge strane ne bi da nose svoju opremu. U većini slučajeva se napravi kompromis da se nešto od toga obezbedi sto njima odgovara, a ostalo oni ponesu, ali postoje i situacije kada im sve odgovara ili kada oni nose svu svoju opremu.

### Monitoring
Monitoring predstavlja skup zvučnika koji se nalaze na sceni, okrenuti ka izvođačima i služe za kontrolu između njih. Monitori se dele u grupe radi lakseg pravljenja posebnog miksa svakom izvođaču pojedinačno. Na sceni se pored monitora nalazi i mikseta koja sluzi za pravljenje miksa po grupama u monitorima. Takva mikseta se bitno razlikuje od miksete za foh, zbog većeg broja aux-a (što je veći broj aux-a, veći je i broj grupa). Namenjen je samo za pravljenje miksa u monitorima. U današnje vreme većina izvođača sa sobom nosi svoj in - ear koji im omogućava dodatni monitoring samo za njih.

### Zvučni sistem
Jedan od presudnih faktora da li će bend hteti da svira, zavisi od ozvučenja i pratece opreme koja je u ponudi. U poslednje vreme, sistem ozvučavanja je nametnut od strane izvodjaca, jer oni donose svoju miksetu sa već odrađenim miksom, pa samo završni signal iz miksete daju u ozvuku. Pošto se izvođač zadužen za zvuk nalazi na sceni, potrebno mu je u zavisno od njegove stručnosti, sugerisati oko zvučne slike i podešavanja zvuka radi što boljeg završnog kvaliteta. U principu se ovakva ozvučavanja izbegavaju, jer se skoro nikada nisu pokazala dovoljno kvalitetno. Mnogo je bolje kada izvođjači sa sobom vode svog čoveka koji je zadužen za zvuk (tonca), jer je tada zvuk mnogo kvalitetniji i može se lakse i brze odreagovati u slučaju javljanja bilo kakvog problema u zvuku.

### Mikseta za FOH
Mikseta za FOH predstavlja poziciju miksete koja se nalazi u publici zajedno sa ton majstorom koji je zadužen da upravlja njome i samim tim napravi zvuk u ambijentu koji će posetioci slušati. 
Razlika u ton majstorima koji se bave studijskim snimanjem i live ozvučavanjem je u tome što kod live ozvučavanja ton majstor odmah radi ekvalizaciju, obradu dinamike, vremensku obradu audio signala itd., dok se u studiju sve to radi naknadno, posle snimljenog materijala. Ukratko rečeno, ton majstor za live ozvučavanje mora imati dosta iskustva, jer greške ne moze popraviti kasnije.

### Tonska proba
Tonska proba kao što i sama reč kaže je proba tona, koju izvođači moraju da obave pre početka koncerta. Na tonskoj probi se vrši konačna postavka mikrofona, podešava se zvuk u monitoringu kao i zvuk za publiku. Na tonskoj probi se ispunjavaju svi zahtevi muzičara i time se definitivno postavlja zvuk za predstojeci nastup.

## Televizijski prenos koncerta
Za televizijski prenos koncerta važno je da TV reportažna kola budu energetski povezana na istoj fazi ili se u protivnom modulacija vezuje preko splitera da bi se izbegle smetnje, u vidu zujanja usled fazne razlike, pada napona, različitog uzemljenja... Za potrebe manjih TV stanica uz saglasnost izvođača prosleđujemo nezavistan mono ili stereo signal kroz spliter – linkovanjem ili direktno, koji oni vode do svog miksera i mešaju ga sa svojim ambijentalnim mikrofonima kojim hvataju aplauze, pevanje publike itd. Ponekad ambijentalni mikrofoni pokvare zvučnu sliku jer budu previše jaki, a televizija ih ne kontroliše tokom koncerta pa se zvuk meša iz ambijenta i ozvuke.

## Rezime
Audio produkcija jednog koncerta sastoji iz dosta segmenata i obaveze koje treba obaviti, a koje nisu nimalo jednostavne. Primetili smo da se za koncerte koriste dve miksete (za foh i monitoring), na kojim se sva obrada signala radi odmah, kao i da ton majstori moraju imati dosta iskustva. Takođe kod live snimanja nema naknadne ispravke u obradi zvuka (post-produkcije), ako se snimljeni materijal direktno iz miksete pošalje na snimanje. Postoji mogućnost kada je post-produkcija moguća, ali se tada svaki signal iz miksete (DIRECT OUT) pošalje posebno na eksternu zvučnu kartu i snima svaki kanal posebno. Mikrofonska postavka se ne razlikuje puno od snimanja u studiju, sem što preovlađuje uprotreba dinamičkih mikrofona.

## Literatura
- "Snimanje i obrada zvuka", Alek Nizbert, Beograd, 1990.
- "Akustika i tonsko snimanje", Osnović Arpad, Fece Ivan, Tibai Stevan
- "Live sound mixing", Duncan R Fry
- "Live sound operator's handbook", Bill Gibson
- "Live sound equipment", Hans Nicklasson

## Spoljašnje veze
- Audio Engineering Society
- The Acoustical Society of America
- Mix Magazine